# Transpiracija
Transpiracija je izhlapevanje vode iz rastlin, zlasti iz listov, pa tudi iz stebla, cvetov in plodov. Transpiracija v listih poteka skozi listne reže - odprtine v listni povrhnjici, ki omogočajo izmenjavo plinov med zunanjostjo in listnim parenhimom. Transpiracija je način hlajenja rastline ter omogoča tok hranil iz korenin proti višjim delom rastline. V zgornjih predelih rastline se namreč hidrostatski tlak zaradi izparevanja vode zmanjša in nastane vlek, ki poganja vodo z raztopljenimi snovmi iz korenin proti listom. Korenine posrkajo vodo iz prsti s pomočjo osmoze. Voda in raztopljena hranila potujejo navzgor po korenini po ksilemu.
Transpiracijo rastlina uravnava z odpiranjem in zapiranjem listnih rež. Količina vode, ki jo rastlina izgubi s transpiracijo, je odvisna od jakosti svetlobe, temperature, vlažnosti ter vetra v njeni okolici in seveda od velikosti rastline. Tudi količina vode v prsti in njena temperatura vpliva na odprtost listnih rež in torej na transpiracijo.